# Calospeira
Genre
Taxons de rang inférieur
- Calospeira elegans G.Arnaud, 1949

Calospeira est un genre de mycétozoaires de la classe des Dictyostelia et de l'ordre des Dictyosteliida.